# Первомайський (Каменський міський округ)
Первома́йський (рос. Первомайский) — селище у складі Каменського міського округу Свердловської області.
Населення — 499 осіб (2010, 585 у 2002).
Національний склад станом на 2002 рік: росіяни — 87 %.
Раніше існувало два населених пункти: Первомайський та Перебор.